# Kerli
Kerli Kõiv (Elva, 7 febbraio 1987) è una cantautrice estone.
Ha ottenuto successo commerciale in Europa grazie al suo singolo di debutto Walking on Air, pubblicato nel 2008 ed inserito nel suo primo album Love Is Dead, pubblicato nello stesso anno.

## Biografia
Nata e cresciuta ad Elva, Kerli è figlia maggiore di una assistente sociale, Piret e di un meccanico, Toivo Kõiv. Ha una sorella minore di tre anni, Eliisa, che ha partecipato al talent show Pop Idol Estonia nel 2009. I suoi genitori si separarono quando aveva 16 anni, nello stesso anno ha lasciato la scuola superiore e ha dichiarato che, quando aveva 17 anni, ha tentato di suicidarsi dopo un periodo di depressione ed autolesionismo.
Kerli ha iniziato a cantare da bambina, partecipando ad alcune competizioni e ha studiato per 8 anni balli da sala. All'età di 10 anni inizia a scrivere poesie e storie e successivamente testi di canzoni.
Viene conosciuta dal grande pubblico grazie alla sua apparizione nel 2004 all'Eurolaul, durante il quale si esibisce con la canzone Beautiful Inside, che con 3.638 punti complessivamente tra giuria e televoto le vale il secondo posto, alle spalle dei Neiokõsõ. Precedentemente, nel 2003, la cantante aveva partecipato al Melodifestivalen, classificandosi settima nella seconda semifinale.
Nel 2006 Kerli firma un contratto con la Island Records e, nel 2007, viene pubblicato l'omonimo EP, disponibile solamente su iTunes, che include le canzoni Walking on Air, She's in Parties e Love Is Dead.

### 2008-2009:Love Is Dead
L'8 luglio 2008 esce il suo album di debutto, intitolato Love Is Dead, che viene pubblicato per il mercato estone e nordamericano. In Italia verrà pubblicato solo l'anno successivo, il 27 febbraio 2009. Il video musicale per Love Is Dead è pubblicato dalla Universal Music Group il 29 febbraio 2008, mentre il video di Walking On Air è stato mostrato in anteprima su MTV Overdrive il 20 maggio 2008. Il suo debutto sul mercato europeo avviene l'8 dicembre 2008 con la pubblicazione del singolo Walking on Air che ottenne molto successo. Nel novembre 2009 è stata pubblicata un'edizione della canzone The Creationist nella quale Kerli ha duettato col cantante italiano Cesare Cremonini. Il 3 marzo 2010 è inoltre uscito l'album Almost Alice che raccoglie canzoni ispirate al film Alice in Wonderland, diretto da Tim Burton; in tale disco saranno presenti due canzoni di Kerli: Tea Party, che viene estratta come singolo con relativo video, e Strange, quest'ultima in duetto con i Tokio Hotel.

### 2010-2013: singoli promozionali e il secondo EP

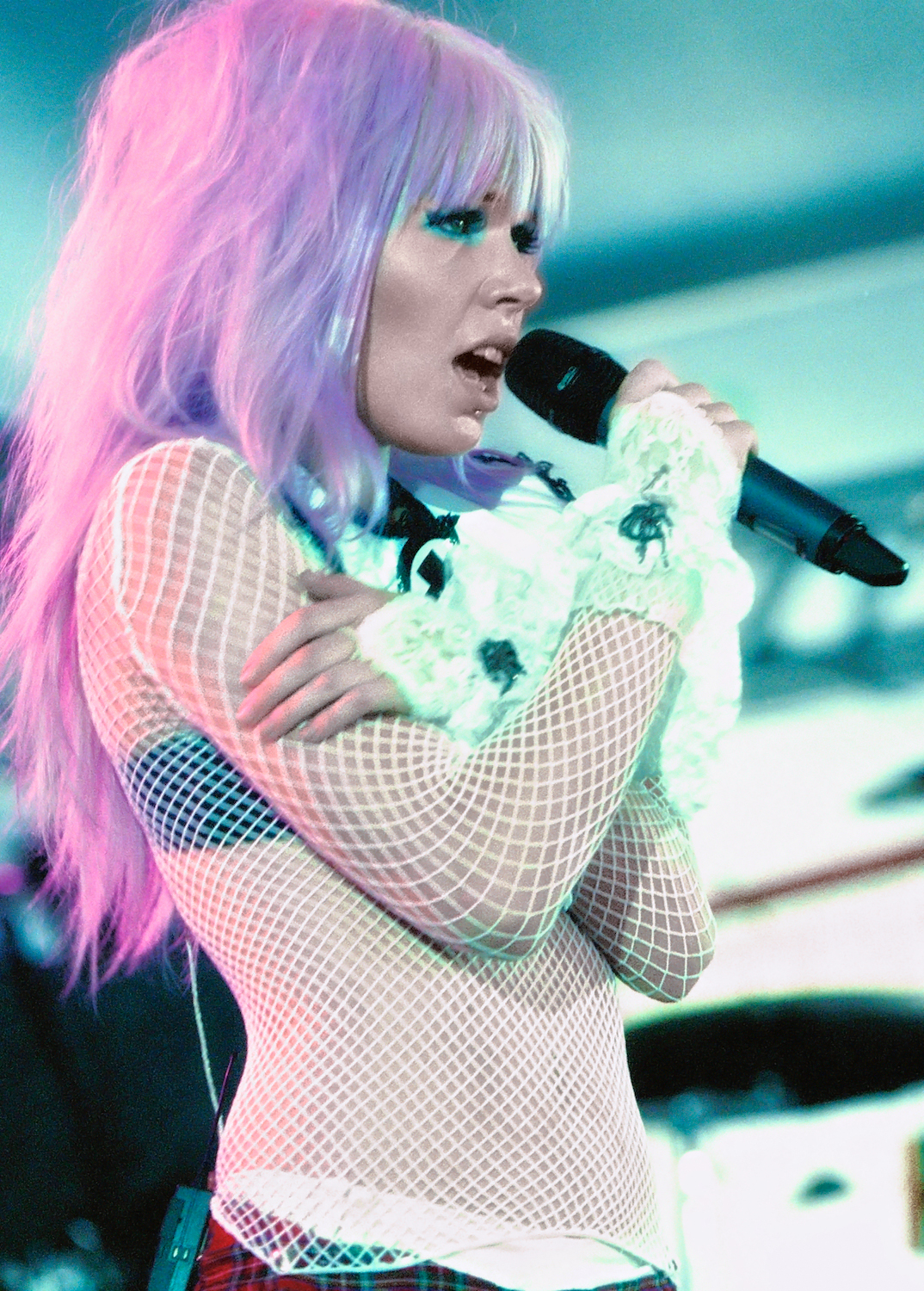
Kerli in concerto al Kanrocksas Music Festival nel 2011

Nel 2010 è stato pubblicato gratuitamente via download sul sito ufficiale di Kerli il nuovo singolo Army of Love. È stato poi pubblicato come singolo per l'acquisto il 12 aprile 2011. La canzone è stata considerata per la promozione di diventare singolo di lancio del suo secondo album. Il video musicale di Army of Love è stato girato nell'arco di diversi giorni in Estonia nel corso dell'inizio del novembre 2010. Army of Love ha raggiunto la posizione numero 1 della Hot Dance Club Play.
Successivamente, le uniche tracce confermate per il suo secondo album sono Doll Face (scritta da Heather Bright, Kerli, e Jeremy Reeves, Ray Romolo, e Jonathan Yip), Speed Limit (scritta da Kerli con GarageBand, la versione dell'album contiene alcune parti vocali del demo originale registrata con il microfono incorporato nel portatile di Kerli), Supergirl, When You Cry (scritta da Kerli, Jean Baptiste, che ha co-scritto Army of Love, Nick Marsh e Bonnie McKee), e infine il singolo Zero Gravity, di cui il 2 settembre, Kerli ha pubblicato una versione demo, durante la sua visita alla radio di Seattle Station C89.5. Precedentemente, Kerli aveva eseguito la canzone dal vivo più volte. Il singolo è stato scritto e prodotto da Kerli, Svante Halldin, e Jakob Hazell.
Nel 2012, Kerli dichiara su Twitter che Zero Gravity sarà il primo singolo dal suo secondo album Utopia. Zero Gravity è stato pubblicato digitalmente il 20 marzo 2012. Il video musicale ha iniziato la sua produzione il 25 gennaio e ha debuttato il 21 marzo 2012. È stato diretto dal regista canadese Alon Isocianu. Il 29 ottobre è stato pubblicato digitalmente il nuovo singolo The Lucky Ones, e il 5 dicembre è stato pubblicato il video musicale diretto da Ethan Chancer. Il 12 febbraio 2013 Kerli annuncia tramite Facebook che Utopia verrà pubblicato il 19 marzo e sarà non un album, ma un EP, contenente sei canzoni, tra le quali il singolo The Lucky Ones, ma non Army of Love e Zero Gravity.

### 2014-presente: il terzo EP e l'albumShadow Works

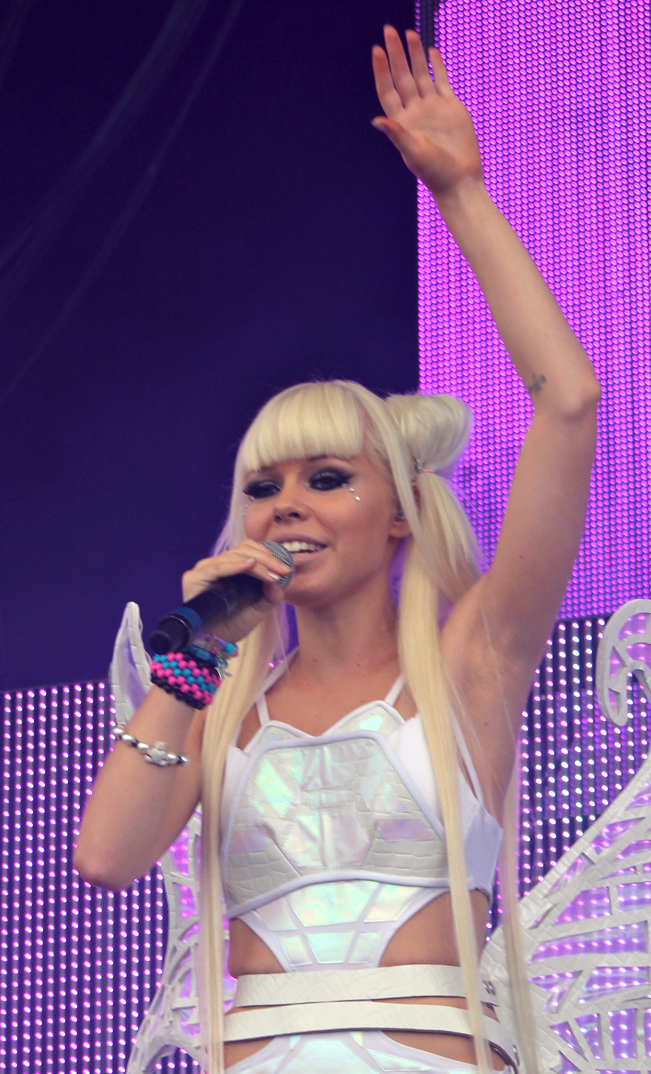
Kerli in concerto nel 2012

Kerli partecipa a due brani di Seven Lions, Keep it Close e Worlds Apart. Benny Benassi realizza un remix del brano inedito Kaleidoscope pubblicato a luglio.
Nel 2015 collabora con Karma Fields per il brano Build the Cities e nel febbraio 2016 esce il singolo Feral Hearts, il cui video del brano è stato girato in Estonia.
Nel 2016 pubblica il suo terzo EP, Kerli, il secondo ad essere intitolato con il nome della cantante.
Nel 2017 partecipa all'Eesti Laul, la selezione nazionale estone per l'Eurovision Song Contest, arrivando seconda con oltre 20.000 voti.
Il 22 febbraio 2019, Kerli pubblica il secondo album in studio, intitolato Shadow Works, per l'etichetta Seeking Blue; l'album è stato anticipato dai singoli Savages, Better e Legends.

## Discografia

### Album in studio
- 2008 – Love Is Dead
- 2019 – Shadow Works

### EP
- 2007 – Kerli
- 2013 – Utopia
- 2016 – Kerli[7]

### Singoli
- 2008 – Love Is Dead
- 2008 – Walking on Air
- 2008 – Creepshow
- 2009 – The Creationist (solo in Italia)
- 2010 – Tea Party
- 2010 – Army of Love
- 2012 – Zero Gravity
- 2012 – The Lucky Ones
- 2012 - Supergirl
- 2016 – Feral Hearts
- 2016 – Blossom
- 2016 – Diamond Hard
- 2017 – Spirit Animal
- 2017 – Sound of Walking Away (Illenium & Kerli)
- 2018 – Savages
- 2019 – Better
- 2019 – Legends
- 2023 – 21st Century Kids
- 2024 – Alchemise

### Video musicali
- 2008 – Love Is Dead
- 2008 – Walking on Air
- 2008 – Creepshow
- 2010 – Tea Party
- 2010 – Army of Love
- 2012 – Zero Gravity
- 2012 – The Lucky Ones
- 2016 – Feral Hearts
- 2016 – Blossom
- 2016 – Diamond Hard
- 2019 – Savages
- 2023 – 21st Century Kids